# Giorgio Bernardi Perini
Giorgio Bernardi Perini (Marcaria, 19 ottobre 1929 – Mantova, 18 febbraio 2017) è stato un latinista, filologo classico e traduttore italiano.

## Biografia

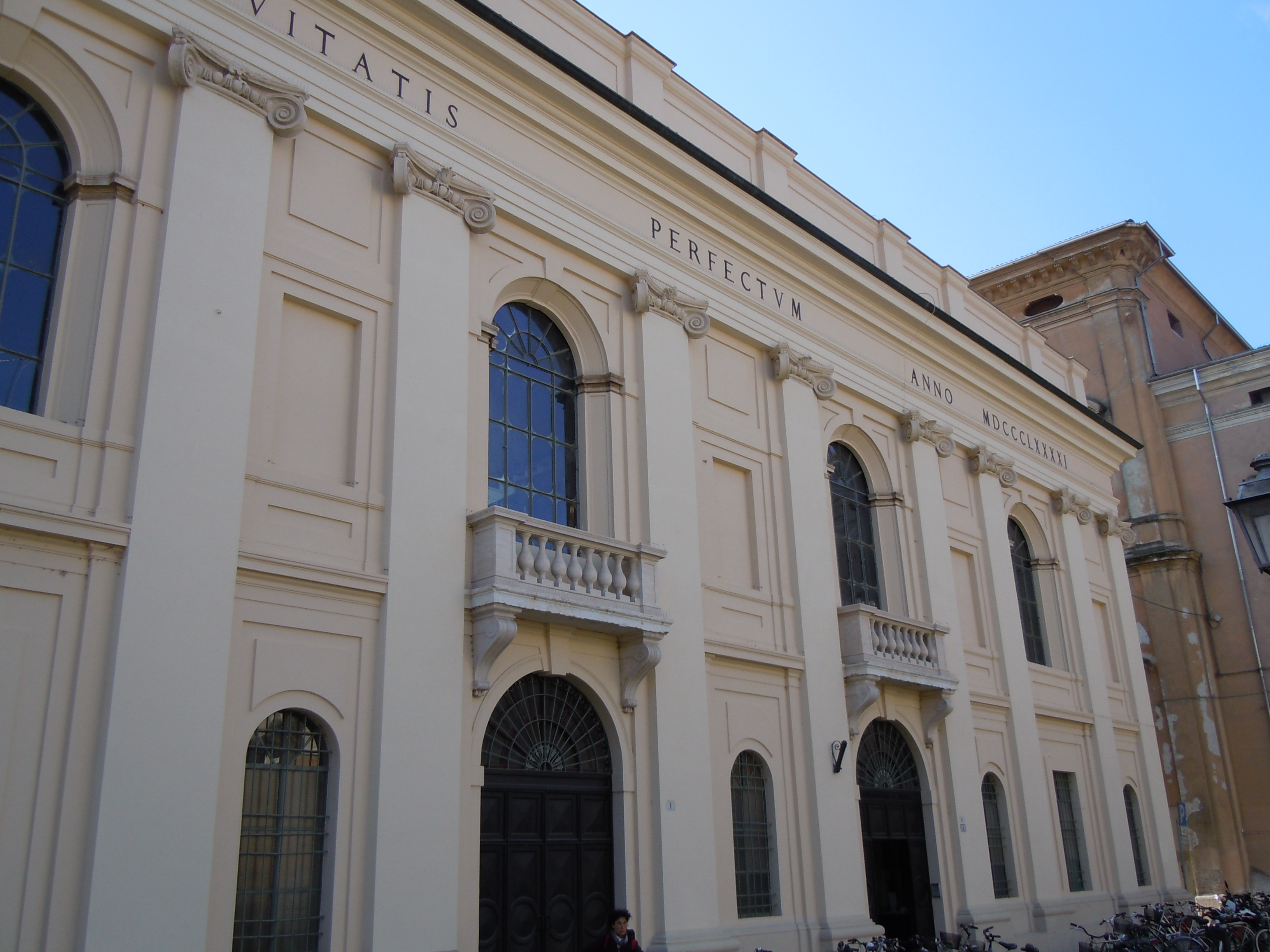
Mantova, Palazzo dell'Accademia nazionale virgiliana

I suoi ambiti di studio, maturati in oltre 40 anni di insegnamento nell'ateneo patavino, abbracciarono la latinità arcaica di Nevio, l'opera poetica di Virgilio, per giungere al latino di Giovanni Boccaccio del quale nel 1994 curò per Arnoldo Mondadori Editore il Buccolicum carmen nell'edizione di Tutte le opere supervisionata da Vittore Branca.
Giorgio Bernardi Perini fu anche tra i massimi esperti del poeta maccheronico mantovano Teofilo Folengo: tradusse la Zanitonella (Torino, Einaudi, 1961) e curò la ristampa delle Maccheronee. Pubblicò inoltre la raccolta di scritti Studi folenghiani (Padova, Imprimitur, 2000) e diresse i "Quaderni Folenghiani".
Tradusse le Favole di Esopo (Venezia, Neri Pozza, 1962) e Le notti attiche di Aulo Gellio (Torino, UTET, 1992).
Fu autore di numerosi e importanti testi dedicati alla metrica latina e alla didattica del latino: L'accento latino (Bologna, Pàtron, 1984), Fondamenti di metrica latina (Verona, Libreria Universitaria Editrice, 1971) e Propedeutica al latino universitario scritto in collaborazione con Alfonso Traina (Bologna, Pàtron, 1986).
Di lui si ricorda inoltre il volume di studi minori di letteratura latina Il Mincio in Arcadia. Scritti di filologia e letteratura latina (Bologna, Pàtron, 2001).
Era membro del Centro di Studi Ciceroniani di Roma e socio corrispondente dell'Accademia Galileiana di Padova nonché professore emerito di Letteratura latina presso l'Università degli Studi di Padova.
Nel marzo del 2006 subentrò al musicologo Claudio Gallico nella presidenza dell'Accademia Nazionale Virgiliana di Mantova.